# Salgesch
Salgesch (auf der ersten Silbe betont, walliserdeutsch Sálggesch [ˈsɑlkeʃ]; französisch Salquenen, im frankoprovenzalischen Patois Sarqueno) ist eine Munizipalgemeinde und eine Burgergemeinde im Bezirk Leuk sowie eine Pfarrgemeinde des Dekanats Leuk im deutschsprachigen Teil des Kantons Wallis in der Schweiz.

## Geographie
Die Ortschaft Salgesch liegt im mittleren Wallis drei Kilometer nordöstlich von Siders auf der rechten Talseite. Der grössere Teil des Gemeindegebiets umfasst das Hügelland in der Nähe des Rotten (französisch Rhone) und den nördlichen Berghang bis zum unteren Rand der Varneralp auf 2100 Meter über Meer. Im Osten folgt die Gemeindegrenze zu Varen teilweise dem Bergbach Gulantschi, im Westen liegt die Grenze zu Siders und der Gemeinde Noble-Contrée im Wildbach Raspille.
Ein Abschnitt des Gemeindegebiets umfasst südlich des Rotten den mittleren Teil des Pfynwalds, des grössten zusammenhängenden Föhrenwalds der Alpen, und weiter südlich davon einen schmalen Streifen am sehr steilen Pfynberg bis auf 2000 Meter über Meer. Der Pfynwald ist vom Staatsrat des Kantons Wallis mit Entscheid vom 17. Dezember 1997 zum Natur- und Landschaftsschutzgebiet erklärt worden. Das Gebiet ist zusammen mit dem Illgraben im Gebiet von Leuk im Bundesinventar der Landschaften und Naturdenkmäler von nationaler Bedeutung verzeichnet.
Die Hügellandschaft beim Dorf und im Rhonetal entstand durch den prähistorischen Bergsturz von Salgesch. Dazwischen fliesst die Rhone in einem weiten, natürlichen Flussbett mit wechselnden Kiesflächen und weiten Auenwäldern. Im Süden durchquert der unterirdische Oberwasserkanal des Kraftwerks Chippis der Rhonewerke AG das Gemeindegebiet. Nördlich des Dorfes dienen mehrere künstliche Wasserleitungen der Bewässerung der Landwirtschaftsflächen.
Die Simplonbahn, die Autobahn A9 (im Bau), die Verbindungsstrasse von Siders nach Leuk und die Kantonsstrasse durchqueren das Gemeindegebiet von Salgesch.

## Sprache
Salgesch  ist ein vorwiegend deutschsprachiger Ort an der Sprachgrenze zwischen dem Ober- und dem französischsprachigen bzw. frankoprovenzalischsprachigen Mittel- und Unterwallis. Die Sprachgrenze folgt seit der frühen Neuzeit im unteren Talbereich dem Wildbach Raspille, weiter im Norden der Gemeindegrenze östlich von Cordona, und im Süden auf dem Bergkamm zum Val d’Anniviers.

## Geschichte

Luftbild (1955)

Die Ortschaft findet sich erstmals zwischen 1075 und 1125 als Salconio in einer Urkunde erwähnt; die heutige Namensform erscheint erstmals 1590. Für die Erklärung des Ortsnamens gibt es mehrere Vorschläge, die teils unmöglich, teils unsicher sind. Vielleicht geht der Name auf keltisch *salico ‘Weide’ verbunden mit keltisch *venn- ‘Fischreuse, Weidegeflecht’ zurück.
Bei Vorsondierungen für die Autobahn A9 im Pfynwald wurden 2002 beim sogenannten Mörderstein (la Pierre du Meurtrier), einem prähistorischen Felsschirm, Spuren einer der ältesten Besiedelungen der Region aus der Zeit um 4700 vor Christus entdeckt.
Im Mittelalter entstand die Wallfahrtskapelle des Heiligen Johannes des Täufers. Aus dem Jahr 1520 stammt die erste erhaltene schriftliche Dorfordnung. 1685 trennte sich Salgesch von der Grosspfarrei Leuk und bildete eine eigene Pfarrgemeinde.
Salgesch entwickelte sich vom Bauerndorf nach dem Zweiten Weltkrieg zur heutigen Winzer- und Wohngemeinde. Über 200 Hektar Rebberge und über 40 Weinbetriebe prägen die Gemeinde. Ausserhalb des alten Dorfkerns sind in der zweiten Hälfte des 20. Jahrhunderts, teils mitten in den Rebbergen, zahlreiche neue Wohnsiedlungen entstanden.
Im Weinbaugebiet von Salgesch sind bei Meliorationsmassnahmen in einigen Zonen die traditionellen Rebbergterrassen planiert worden.
Der Pfynwald dient nicht nur Salgesch und anderen umliegenden Gemeinden als Naherholungsgebiet, sondern ist auch eine der am besten erhaltenen Natur- und Kulturlandschaften der Schweiz. Das unter Naturschutz stehende Gebiet bietet unterschiedlichen Tier- und Pflanzenarten eine Vielfalt von unterschiedlichen und seltenen Lebensräumen, für die es überregional geschätzt wird.
Das Gemeindewappen besteht aus einem weissen Johanniterkreuz auf schwarzem Hintergrund. Im Jahr 1235 liess sich der Johanniterorden im Dorf nieder und errichtete eine Herberge für Pilger und Reisende. 1655 kaufte Kaspar Stockalper die Kommende und das zu ihr gehörende Hospiz auf dem Simplonpass.

## Bevölkerung
| Bevölkerungsentwicklung | Bevölkerungsentwicklung | Bevölkerungsentwicklung | Bevölkerungsentwicklung | Bevölkerungsentwicklung | Bevölkerungsentwicklung | Bevölkerungsentwicklung | Bevölkerungsentwicklung | Bevölkerungsentwicklung | Bevölkerungsentwicklung | Bevölkerungsentwicklung |
| ----------------------- | ----------------------- | ----------------------- | ----------------------- | ----------------------- | ----------------------- | ----------------------- | ----------------------- | ----------------------- | ----------------------- | ----------------------- |
| Jahr                    | 1800                    | 1850                    | 1900                    | 1950                    | 2000                    | 2010                    | 2012                    | 2014                    | 2016                    | 2021                    |
| Einwohner               | ca. 250                 | 406                     | 671                     | 1166                    | 1198                    | 1367                    | 1393                    | 1448                    | 1470                    | 1658                    |

## Sehenswürdigkeiten
- Vorgeschichtlicher Felsschirm im Pfyn beim Mörderstein
- Naturpark Pfyn-Finges[10]

## Persönlichkeiten
- Gottfried Zumoffen (1845–1928), Archäologe und Hochschullehrer an der Universität in Beirut
- Oswald Mathier (1894–1972), Grossrat (1941–1949, 1957–1961), Grossratspräsident (1960/61)
- Jean-Michel Cina (* 1963), Grossrat (1997–1999), Nationalrat (1999–2005), Staatsrat (2005–2017), Präsident SRG (seit 2017)
- David Constantin (* 1984), Regisseur, Autor und Schauspieler

## Galerie

Ovales Wappen von Salgesch
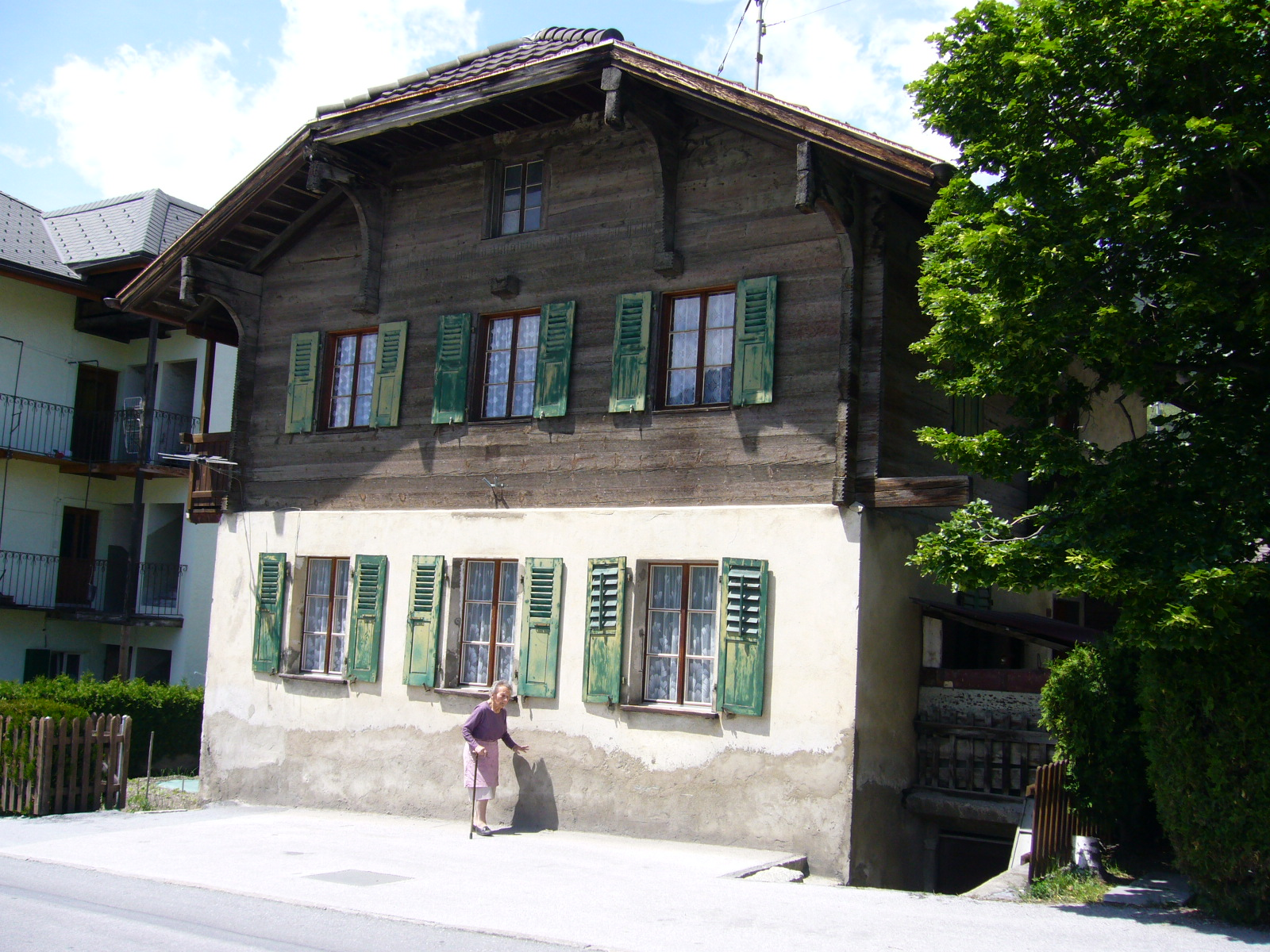
Haus im Dorfzentrum
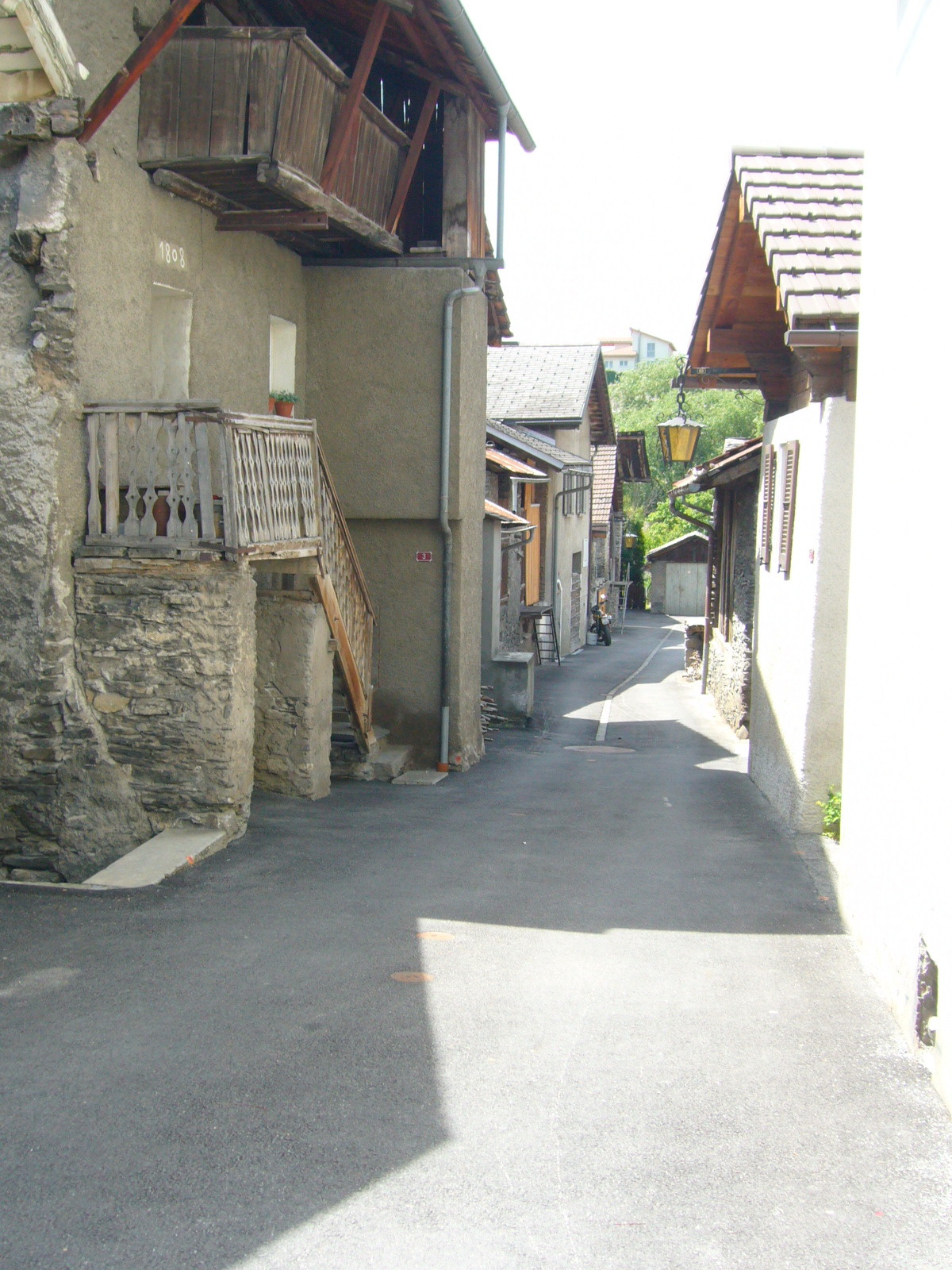
Dorfgasse
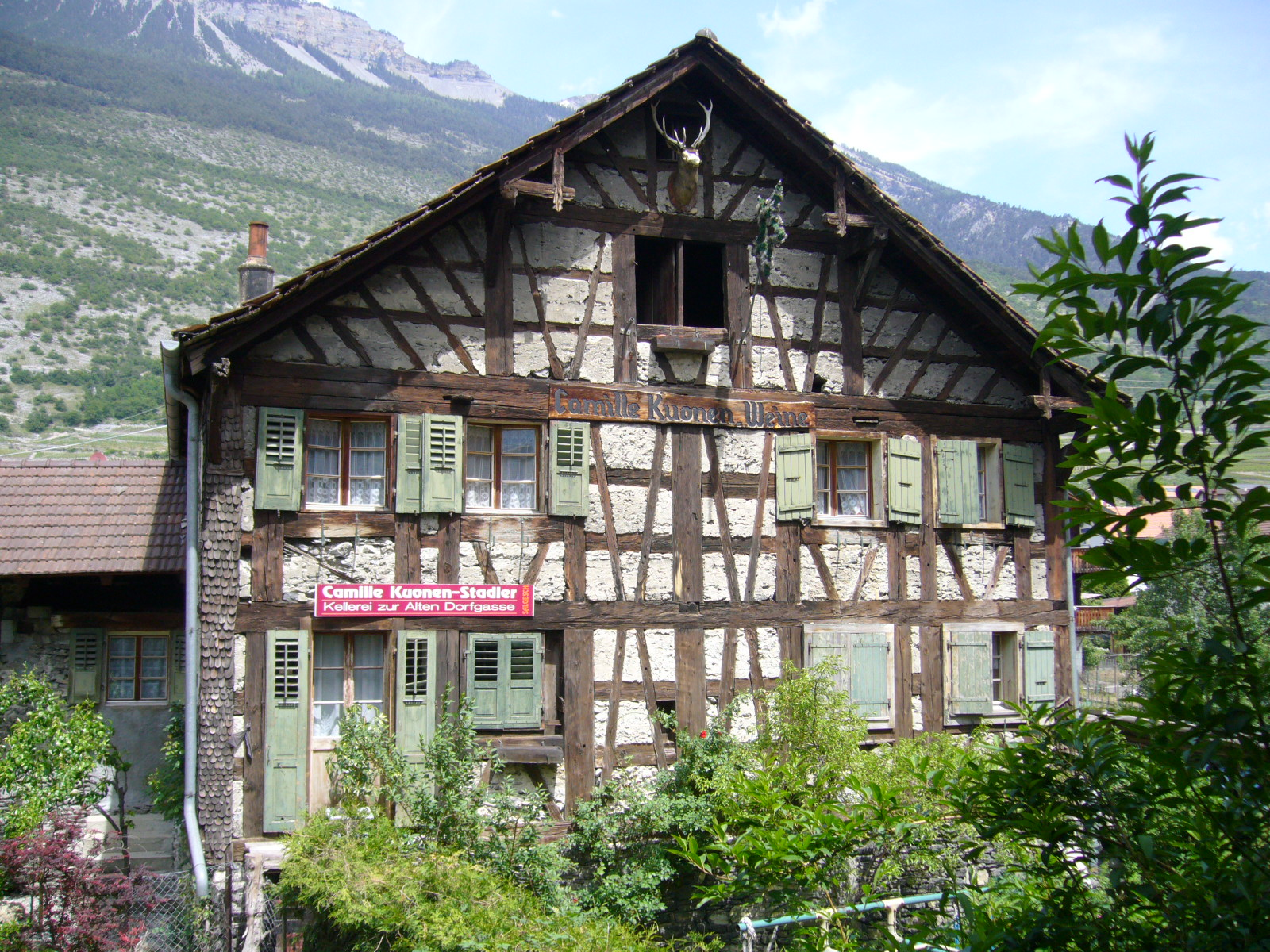
Haus an der alten Dorfgasse
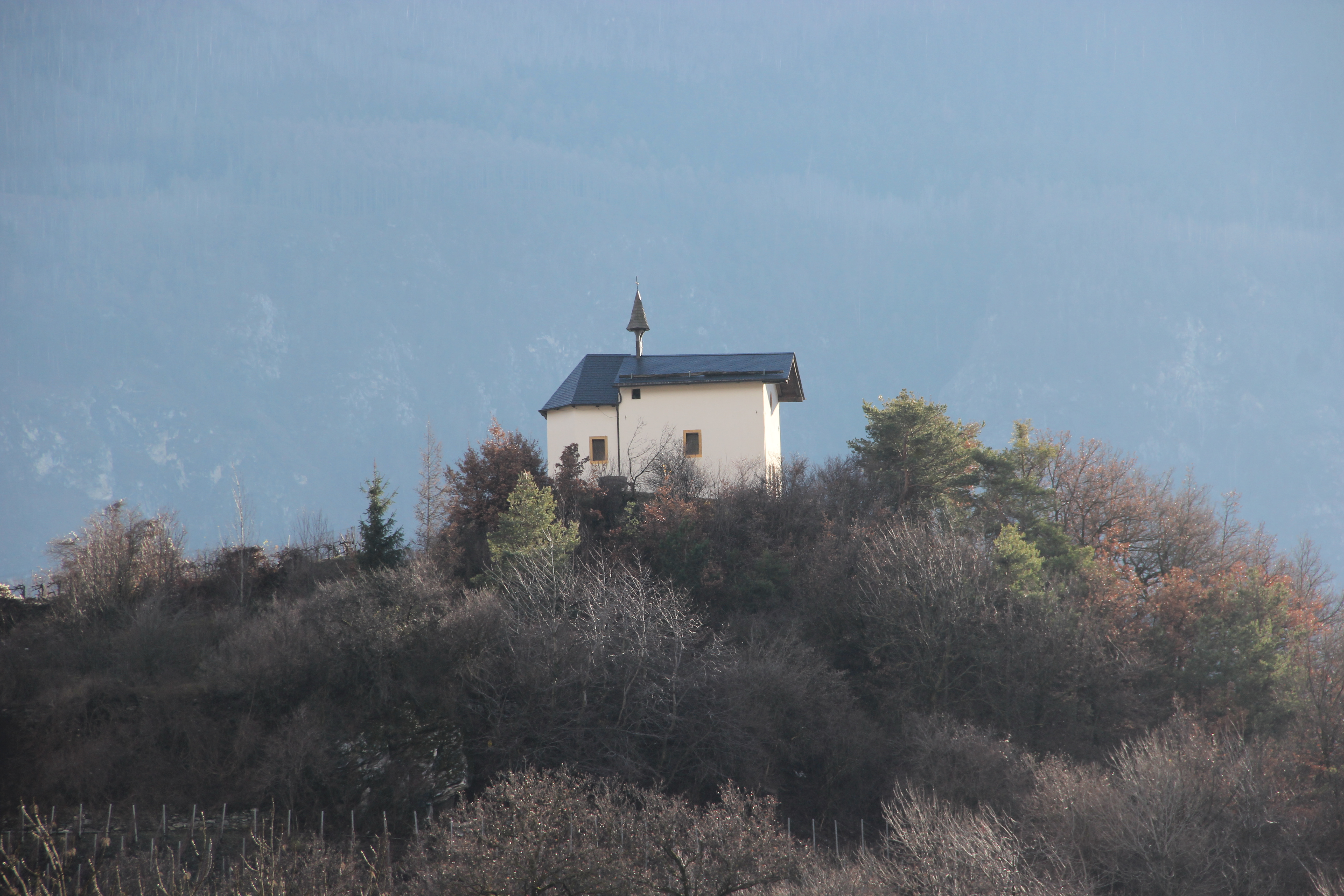
Kapelle Sieben Schmerzen Mariä
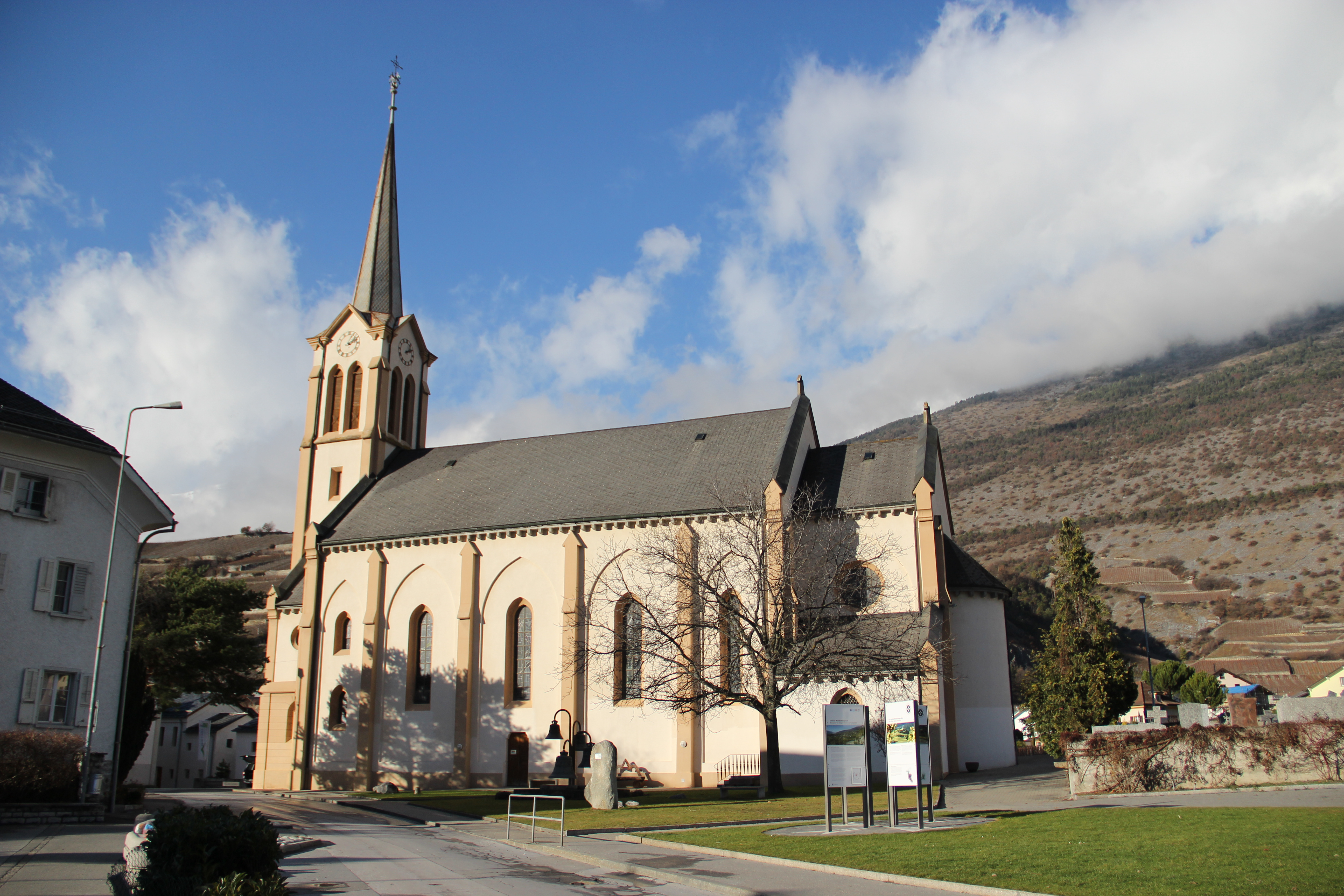
Kirche St. Johann Baptist
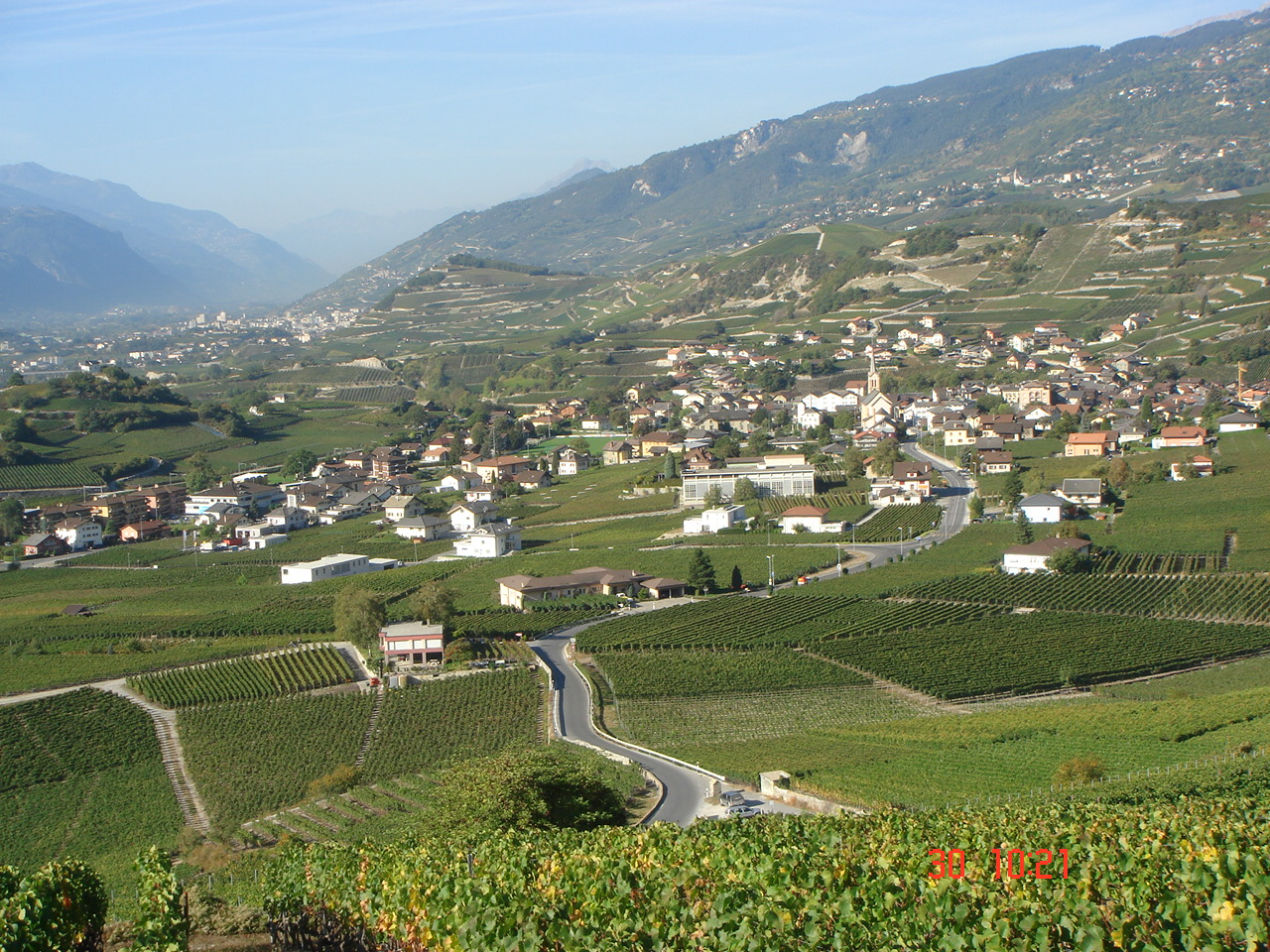
Streusiedlung Salgesch